# Siphocampylus nemoralis
Siphocampylus nemoralis är en klockväxtart som beskrevs av August Heinrich Rudolf Grisebach. Siphocampylus nemoralis ingår i släktet Siphocampylus och familjen klockväxter. Inga underarter finns listade i Catalogue of Life.